# Championnats d'Afrique de tennis de table 1980
Navigation
Championnats d'Afrique 1976 Championnats d'Afrique 1985
Les Championnats d'Afrique de tennis de table 1980, sixième édition de la compétition continentale, ont lieu du 21 au 29 décembre 1980 à Dakar au Sénégal,.
La compétition est dominée par le Nigeria qui remporte six des sept médailles d'or en jeu.
Le Ghana remporte notamment via Esther Lamptey sa première médaille d'or en simple dames depuis 1970. Les championnats juniors ont également lieu, avec la victoire chez les garçons du Ghanéen Kofi Asare en finale contre le Nigérian Olayede.

## Médaillés seniors
| Épreuves | Or                                 | Argent                              | Bronze  |
| -------- | ---------------------------------- | ----------------------------------- | ------- |
| Hommes   |                                    |                                     |         |
| Simple   | Sunday Eboh (de)                   | Atanda Musa (en)                    |         |
| Simple   | Sunday Eboh (de)                   | Atanda Musa (en)                    |         |
| Double   | Sunday Eboh (de) Francis Sule (de) | Atanda Musa (en) Titus Omotara (de) |         |
| Double   | Sunday Eboh (de) Francis Sule (de) | Atanda Musa (en) Titus Omotara (de) |         |
| Équipe   | Nigeria                            | Égypte                              | Tunisie |
| Équipe   | Nigeria                            | Égypte                              | Togo    |
| Femmes   |                                    |                                     |         |
| Simple   | Esther Lamptey                     | Olawunmi Majekodunmi                |         |
| Simple   | Esther Lamptey                     | Olawunmi Majekodunmi                |         |
| Double   | Mojisola Kuye Olawunmi Majekodunmi | Helen Amankwah (en) Esther Lamptey  |         |
| Double   | Mojisola Kuye Olawunmi Majekodunmi | Helen Amankwah (en) Esther Lamptey  |         |
| Équipe   | Nigeria                            | Égypte                              | Togo    |
| Équipe   | Nigeria                            | Égypte                              | Bénin   |
| Mixte    |                                    |                                     |         |
| Double   | Sunday Eboh (de) Mojisola Kuye     | Joseph Quansah Esther Lamptey       |         |
| Double   | Sunday Eboh (de) Mojisola Kuye     | Joseph Quansah Esther Lamptey       |         |